# Нурмагомедов Хабіб Абдулманапович
Хаб́іб Абдулман́апович Нурмагом́едов (ав. ХІабиб ГӀабдулманапил НурмухӀамадов, Ħabib H̨abdulmanapil Nurmuħamadov; нар. 20 вересня 1988, Сільді, Цумадінський район, Дагестанська АРСР, СРСР) — російський боєць змішаних бойових мистецтв, який виступає під егідою Абсолютного бійцівського чемпіонату (англ. Ultimate Fighting Championship, UFC), чемпіон у легкій вазі та перший — в абсолютному рейтингу бійців (на грудень 2020). За національністю аварець.

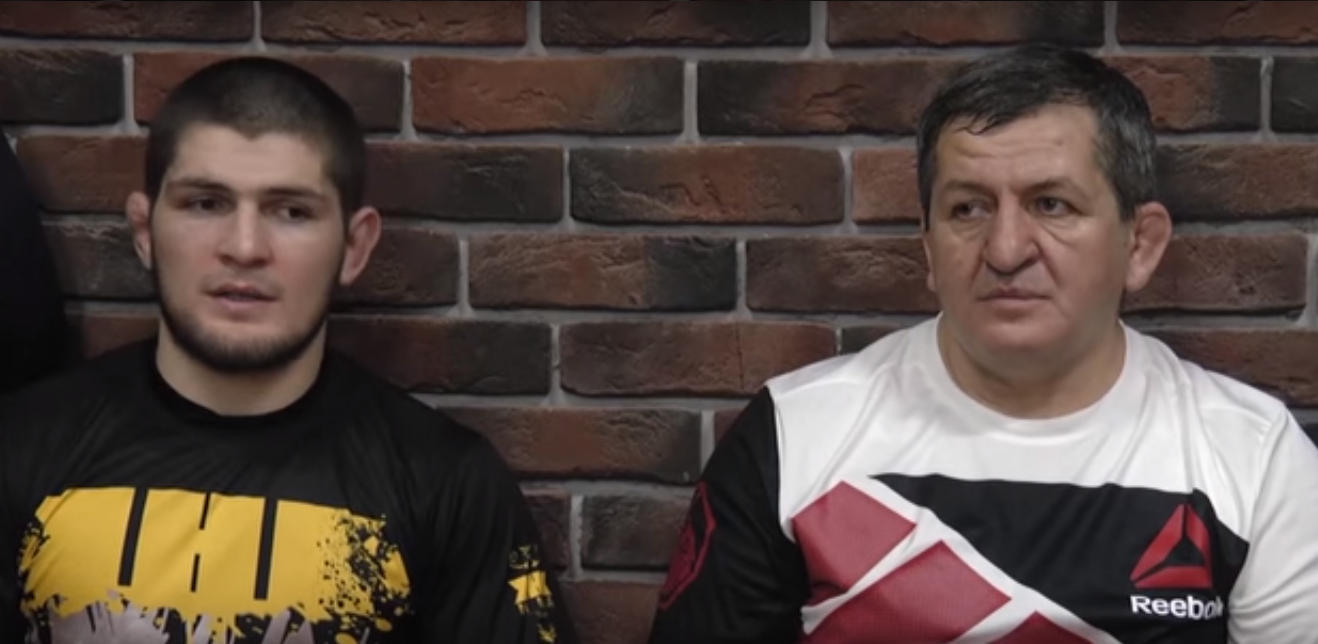
Нурмагомедови

Фіналіст чемпіонату Росії, володар кубка і чемпіон Євразії з рукопашного бою, чемпіон Росії, дворазовий чемпіон світу з бойового самбо, чемпіон Європи з панкратіону, чемпіон світу з греплінгу за версією NAGA Grappling. Брав участь в декількох турнірах M-1 Global, а також у змаганнях під егідою інших організацій.

## Життєпис
Народився 1988 року в селищі Сільді Цумадінського району (Дагестан). З дитинства тренувався під керівництвом батька, Абдулманапі Нурмагомедова, чемпіона України з самбо, та його брата, Нурмагомеда Нурмагомедова — чемпіона світу зі спортивного самбо 1992 року. Разом із Хабібом тренувався його двоюрідний брат Абубакар, майбутній чемпіон Дагестану й Росії з бойового самбо, який виступає в Лізі професійних бійців (англ. Professional Fighters League, раніше — англ. World Series of Fighting, WSOF) та виконує обов'язки секунданта Хабіба.
Після переїзду з рідного селища до Махачкали (2000 р.) Хабіб деякий час тренувався в заслуженого тренера Дагестану з дзюдо Джафара Джафарова та в Саїдахмета Магомедова — вільна боротьба. Потім знову повернувся до тренувань під керівництвом батька.
Виступаючи за клуб «Антарес-2000» (Полтава) та «Combat-DOBRO» (Київ), неодноразово намагався стати громадянином України, проте щоразу отримував відмову.
Під час перебування в США тренується в залі Американської академії кікбоксингу (англ. American Kickboxing Academy, АКА) під керівництвом Хав'єра Мендеса.
Закінчив Махачкалінський фінансово-економічний коледж.

Зріст 178 см., вага 69 кг.

## Виступи в UFC

### 2012 рік
21 січня 2012 року Хабіб провів свій перший бій під егідою американського промоушена UFC. Бій закінчився його перемогою над Камалом Шалорусом — в 3-му раунді Хабіб провів задушливий прийом, який змусив Камала здатися. Американцями відразу був відзначений дуже високий рівень борцівської підготовки Нурмагомедова.
На перший бій Хабіб вийшов в октагон в образі орла з папахою. Після цього за бійцем закріпилося прізвисько Орел (англ. The Eagle). У 2016 році Нурмагомедов спільно із Зіявудином Маговедовим заснували власну команду «Eagles» («Орли»).
7 липня 2012 — провів другий бій під егідою UFC проти одного з найкращих бразильських легкоатлетів Глейсона Тіба, що входить в топ-15 кращих бійців легкої ваги в світі на UFC 148 в Лас-Вегасі, Невада. Протягом усіх трьох раундів домінував і виграв одноголосним рішенням суддів

### 2013 рік
19 січня 2013 року боєць зустрівся з іще одним відомим бразильським легкоатлетом Тіагу Таварісом в Бразилії (Сан-Паулу) на турнірі UFC on FX 7. В основному карді турніру він, зробивши аперкот, відправив бразильця в нокдаун, після чого добив його в партері ліктями на 1:55 першого раунду. Також він заявив, що хоче битися з одним з кращих бійців планети Нейтом Діасом 20 квітня на UFC on FOX 7 в Сан-Хосе, штат Каліфорнія.
UFC в неофіційному підсумку півріччя назвала найбільш перспективних новачків організації і на четверту сходинку поставила Нурмагомедова (18-0).
Оскільки Нейт Діас отримав в суперники Джоша Томпсона, Хабіб зустрівся з перспективним бійцем з США — Абелем Трухільо, 26 травня на UFC 160 в Лас-Вегасі. Хабіб домінував всі три раунди і переміг одноголосним рішенням суддів.
Після перемоги над Абелем Трухільо, Хабіб попросив через твіттер Дану Уайта (президента UFC) дати йому бій проти легендарного бійця UFC — Бі Джей Пенна.
Відмова Бі Джей Пенна поставила Хабіба в глухий кут, але UFC запропонував бій Хабіб з Петом «Бем-Бем» Хілі (Топ-10 в рейтингу UFC). Хабіб погодився на бій. Бій відбувся в Торонто, Канада, на шоу UFC 165. Хабіб був кращим всі три раунди, відзначившись красивим кидком в стилі Метта Г'юза. Дана Уайт після бою в інтерв'ю зазначив росіянина, сказавши, що йому подобаються бої Хабіба.
На UFC 169 Хабіб повинен був зустрітися в бою з колишнім чемпіоном Strikeforce — Гілбертом Мелендесом за бій в вихід на пояс в легкій вазі, але бій не відбувся.

### 2014 рік
19 квітня 2014 року Хабіб зустрівся в клітці з 5-м бійцем в рейтингу UFC Рафаелем Дус Анжусом на турнірі UFC on FOX 11 в Орландо (Флорида). Бій був дуже схожий на бій проти Абеля Трухільо, всі три раунди Хабіб домінував як в стійці, так і в боротьбі і виграв одноголосним рішенням суддів
5 липня 2014 року Хабіб отримав травму коліна (розрив хрестоподібних зв'язок), через що вибув на один рік перед боєм проти Тоні Фергюсона. У 2015 році Хабіб зламав ребро і знову вибув на невизначений термін.

### 2016 рік
На 16 квітня 2016 року було заплановано бій проти Тоні Фергюсона в рамках турніру UFC on FOX 19, але через травми Тоні Фергюсон знявся з турніру, і в якості суперника Нурмагомедова був обраний Даррелл Хорчер, бій з яким повинен був ознаменувати повернення Хабіба в Октагон після 2-х річної перерви. 16 квітня Нурмагомедов здобув перемогу над Дарреллом Хорчером технічним нокаутом у другому раунді.
Хабіб повинен був зустрітися з чинним чемпіоном UFC у легкій вазі Едді Альваресом на UFC 205 або UFC 206, і Дана Уйат підтвердив це в Twitter. Проте 26 вересня було оголошено про те, що Альварес буде захищати свій титул проти Конора Макгрегора. Хабіб висловив своє невдоволення в соціальних мережах.
12 листопада 2016 року в UFC 205 в Нью-Йорку, Хабіб Нурмагомедов здобув перемогу над американським бійцем Майклом Джонсоном больовим прийомом на руку (Кімура). Протягом всього бою Хабіб домінував над Майклом і в результаті чого, в третьому раунді суддя зупинив бій, оскільки суперник не міг навіть постукати по настилу, перебуваючи в затиснутому положенні через больовий прийом. Перед цим боєм, після зважування, Хабіб посварився з ірландським бійцем Конором Макгрегором, який також проводив тут свій титульний бій. Охорона не дала словесну перепалку перевести в бій. І Макгрегор і Нурмагомедов обіцяли один одному, що побачать, який результат буде після їхнього бою.

### 2017 рік
Бій проти Фергюсона був втретє запланований 4 березня 2017 року на UFC 209, за титул тимчасового чемпіона UFC у легкій вазі. Перед зважуванням Хабіб був госпіталізований у поганому стані, внаслідок чого бій довелося скасувати за рекомендацією лікаря.
30 грудня 2017 року на UFC 219 в Лас-Вегасі Хабіб Нурмагомедов здобув перемогу над бразильцем Едсоном Барбоза одноголосним рішенням суддів. Протягом всього бою Хабіб домінував над Едсоном, в результаті чого отримав перемогу. Тепер на рахунку 29-річного спортсмена 25 перемог у 25 боях. В UFC цей поєдинок став для Нурмагомедова дев'ятим. Після бою Хабіб сказав, що «хоче битися з Ірландським курчатком Конором Макгрегором».

### 2018 рік
У січні 2018 року UFC назвала дату бою між Хабібом і Тоні Фергюсоном за титул тимчасового чемпіона в найлегшій ваговій категорії: 7 квітня в Нью-Йорку. Проте 2 квітня президент спортивної організації повідомив, що бій скасований (учетверте) через пошкоджене коліно Тоні Фергюсона. Одночасно Дейна Вайт повідомив, що натомість 7 квітня відбудеться бій між Хабібом Нурмагомедовим та Конором Мак-Грегором за титул чемпіона UFC у легкій вазі. Зрештою і цей бій не відбувся — тепер Нурмагомедов та Мак-Грегор мали зустрітися 6 жовтня 2018 року в Лас-Вегасі під час турніру «UFC 229: Khabib vs. McGregor».
7 квітня 2018 року під час турніру UFC 223 «Khabib vs Iaquinta» в п'ятому раунді переміг Ала Яквінту (англ. Al Iaquinta, МФА: [ˌal.əˈkwiːntə]) рішенням суддів.
6 жовтня 2018 — переміг Конора Мак-Грегора в четвертому раунді задушливим прийомом. Судді оголосили Нурмагомедова переможцем, але глава UFC Дейна Вайт відмовився вручати пояс чемпіона через масову бійку з тренерським складом Мак-Грегора, яку влаштував Хабіб після бою. Під час прес-конференції президент UFC підкреслив, що долю титулу вирішуватиме спеціальна комісія штату Невада, яка, як упевнений Вайт, «прийме жорстке рішення». 9 жовтня в інтерв'ю TMZ Дейна Вайт повідомив про попереднє рішення Атлетичної комісії штату Невада: Хабіб збереже титул чемпіона, але буде дискваліфікований. За словами президента UFC, комісія планує позбавити бійця-порушника премії (2 млн доларів) та заборонити участь у боях протягом 4-6 місяців. Слухання комісії заплановані на 24 жовтня 2018 року.

### 2019 рік
7 вересня 2019 переміг у бою з об'єднанням титулів проти американця Дастіна Пуар'є в рамках турніру UFC 242 в Абу-Дабі, ОАЕ (спортивний комплекс du Arena). Спортсмени провели бій за об'єднання титулів чемпіона UFC в легкій вазі (Нурмагомедов) та тимчасового титулу (Пуар'є). Статистика перед боєм: Нурмагомедов 27 боїв / 27 перемог; Пуар'є — 31 бій / 25 перемог / 5 поразок. Бій тривав три раунди і закінчився перемогою Нурмагомедова задушливим прийомом.

### 2020 рік
24 жовтня 2020 року на турнірі UFC здобув 29-ту перемогу (поразок немає), подолавши Джастіна Гейджа (США) та захистивши титул чемпіона в легкій вазі. Після поєдинку заявив про завершення спортивної кар'єри. Колишній боєць MMA, кіноактор Олег Тактаров назвав бій Нурмагомедов — Гейджи договірним.
24 листопада Нурмагомедов натякнув, що може повернутися до боїв. Раніше, 18 листопада, впевненість у поверненні бійця в октагон висловив глава UFC Дейна Вайт. Про ймовірність повернення Нурмагомедов заявив і його американський тренер Хав'єр Мендес.
14 грудня 2020 року Дейна Вайт анонсував майбутню особисту зустріч і переговори з Нурмагомедовим напередодні чи під час проведення турніру UFC 257 (24 січня 2021 року). Основним поєдинком «івенту на острові» запланований поєдинок між Конором Мак-Грегором і Дастіном Пуар'є; Вайт допускає, що переможець стане потенційним суперником Нурмагомедова, якщо той відновить кар'єру.

### 2021 рік
Зустріч президента UFC Дейни Вайта з Хабібом відбулася 15 січня 2021 року в Абу-Дабі. Після неї глава Абсолютного бійцівського чемпіонату розповів про плани чинного чемпіона: Нурмагомедов збирається подивитися (нетитульні) бої турніру UFC 257 Конор Мак-Грегор — Дастін Пуар'є та Шарліс Олівейра — Ден Гукер і «якщо ці хлопці покажуть щось видатне» і в Хабіба виникне бажання повернутися — він повернеться.

## Титули
Чемпіонати і Кубки
- Чемпіон UFC в легкій вазі
- Чемпіон Росії з бойового самбо
- Чемпіон Росії з армійського рукопашного бою
- Чемпіон Європи з панкратіону
- Чемпіон світу з бойового самбо (2009)
- Володар Кубку світу з бойового самбо серед спортивних клубів (2009)

Почесні звання
- Прорив року (2013)
- Боєць для перегляду (2014)
- Побиття року (2016)
- Повернення року (2016)
- Міжнародний боєць року (2016)

## Особисте життя
- Мати — Фатімат, домогосподарка, батько — Абдулманап Магомедович Нурмагомедов, майстер спорту з вільної боротьби, чемпіон України (дзюдо і самбо), заслужений тренер РФ.
- Одружений, в червні 2015 народилася донька, в грудні 2017 — син. Відомостей про дітей у вільному доступі немає, обличчя дружини на небагатьох фотографіях закрите.[26]
- 2016 року заснував команду «Eagles MMA» спільно з Зіявудіном Магомедовим